# Mauro Caviezel
Mauro Caviezel (Zurigo, 18 agosto 1988) è un ex sciatore alpino svizzero, vincitore della Coppa del Mondo di supergigante nel 2020.

## Biografia

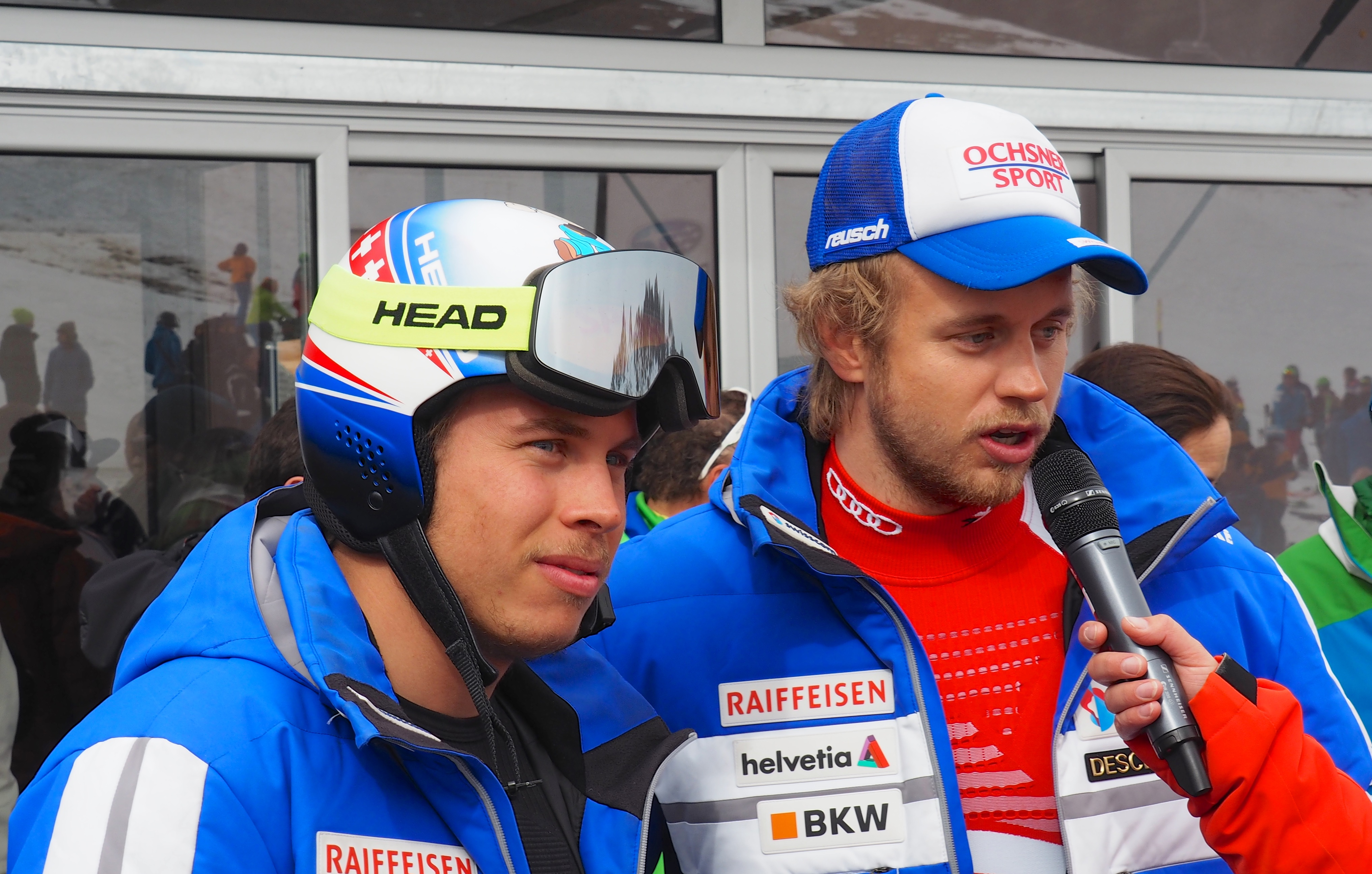
Mauro Caviezel (a destra) assieme al fratello Gino a Parpan nel 2016

Mauro Caviezel, originario di Tomils, è fratello dello sciatore alpino Gino e cugino dello snowboarder Dario, a loro volta sportivi invernali di alto livello.

### Stagioni 2004-2017
Specialista delle prove veloci attivo dal dicembre del 2003, Caviezel ha esordito in Coppa Europa il 1º febbraio 2006, classificandosi 35º nella discesa libera di Veysonnaz, e nella stessa stagione ha vinto la medaglia d'argento nella combinata ai Mondiali juniores di Québec 2006. Ha debuttato in Coppa del Mondo il 9 marzo 2008 a Kranjska Gora disputando uno slalom speciale, senza concludere la prima manche; ha conquistato il primo podio in Coppa Europa il 3 marzo 2010 sul tracciato di Sarentino, giungendo 3º in supercombinata alle spalle dell'italiano Andy Plank e del tedesco Hannes Wagner.
Quattro anni dopo, l'11 gennaio 2014, Caviezel ha ottenuto l'unico successo nel circuito continentale, sulle nevi di casa di Wengen in discesa libera, e ha esordito ai Giochi olimpici invernali: a Soči 2014 si è classificato 28º nello slalom gigante e non ha concluso la supercombinata. Ai Mondiali di Vail/Beaver Creek 2015, sua prima presenza iridata, è stato 17º nel supergigante e 13º nella combinata, mentre a quelli di Sankt Moritz 2017 ha vinto la medaglia di bronzo nella combinata e si è classificato 21º nella discesa libera e 20º nel supergigante; il 16 marzo dello stesso anno ha colto ad Aspen in supergigante il primo podio in Coppa del Mondo (3º). 

### Stagioni 2018-2023
Ai XXIII Giochi olimpici invernali di Pyeongchang 2018, sua ultima presenza olimpica, si è classificato 13º nella discesa libera, 12º nella combinata e non ha completato il supergigante; il 22 febbraio dello stesso anno è salito per l'ultima volta sul podio in Coppa Europa, a Sarentino in supergigante (2º). Ai Mondiali di Åre 2019 è stato 9º nella discesa libera, 7º nella combinata e non ha completato il supergigante; in quella stessa stagione 2018-2019 in Coppa del Mondo si è classificato al 3º posto sia nella classifica di supergigante, staccato di 106 punti dal vincitore Dominik Paris, sia in quella di combinata, superato di 70 punti dal vincitore Alexis Pinturault.
Al termine della successiva stagione 2019-2020 ha conquistato la Coppa del Mondo di supergigante, con 3 punti di vantaggio sul secondo classificato Vincent Kriechmayr, mentre all'inizio della stagione 2020-2021 ha ottenuto l'unica vittoria in Coppa del Mondo, il 12 dicembre a Val-d'Isère sempre in supergigante; una settimana dopo, il 18 dicembre in Val Gardena, ha conquistato nella medesima specialità l'ultimo podio nel circuito (2º) e ai successivi Mondiali di Cortina d'Ampezzo 2021, sua ultima presenza iridata, non ha completato il supergigante. Si è ritirato durante la stagione 2022-2023 e l'ultima gara della sua carriera, segnata da numerosi infortuni, è stata il supergigante di Coppa del Mondo disputato a Lake Louise il 27 novembre, che non ha completato.

## Palmarès

### Mondiali
- 1 medaglia:
  - 1 bronzo (combinata a Sankt Moritz 2017)

### Mondiali juniores
- 1 medaglia:
  - 1 argento (combinata a Québec 2006)

### Coppa del Mondo
- Miglior piazzamento in classifica generale: 7º nel 2019 e nel 2020
- Vincitore della Coppa del Mondo di supergigante nel 2020
- 12 podi (2 in discesa libera, 9 in supergigante e 1 in combinata):
  - 1 vittoria (in supergigante)
  - 7 secondi posti (1 in discesa libera, 5 in supergigante, 1 in combinata)
  - 4 terzi posti (1 in discesa libera, 3 in supergigante)

#### Coppa del Mondo - vittorie
| Data             | Località    | Paese   | Specialità |
| ---------------- | ----------- | ------- | ---------- |
| 12 dicembre 2020 | Val-d'Isère | Francia | SG         |

Legenda:

SG = supergigante

### Coppa Europa
- Miglior piazzamento in classifica generale: 19º nel 2011
- 5 podi:
  - 1 vittoria
  - 2 secondi posti
  - 2 terzi posti

#### Coppa Europa - vittorie
| Data            | Località | Paese    | Specialità |
| --------------- | -------- | -------- | ---------- |
| 11 gennaio 2014 | Wengen   | Svizzera | DH         |

Legenda:

DH = discesa libera

### Campionati svizzeri
- 9 medaglie[3]:
  - 4 ori (supergigante nel 2011; supergigante nel 2014; discesa libera nel 2015; supergigante nel 2017)
  - 3 argenti (supercombinata nel 2010; supercombinata nel 2011; combinata nel 2015)
  - 2 bronzi (slalom speciale nel 2009, discesa libera nel 2017)